# Shionada-shuku

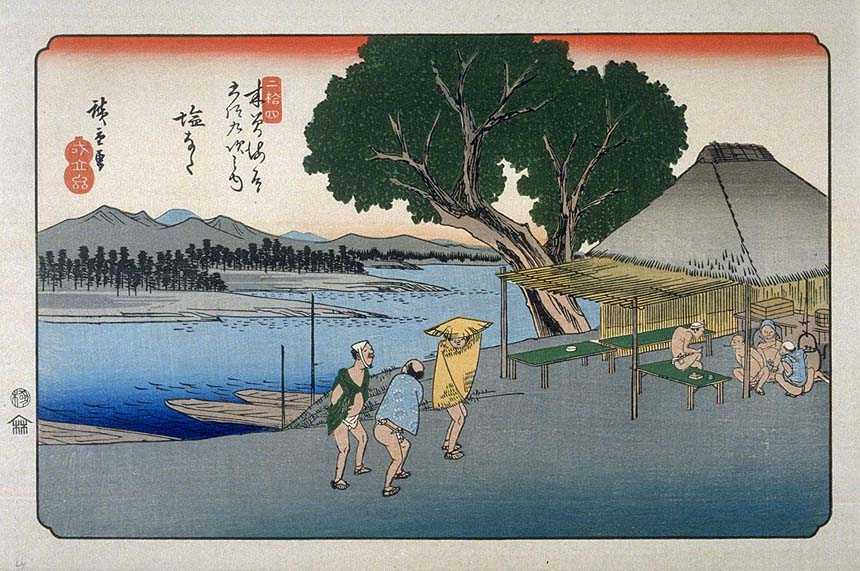
Shionada-shuku, estampe de Hiroshige de la série Les Soixante-neuf Stations du Kiso Kaidō.

Shionada-shuku (塩名田宿, Shionada-shuku) était la vingt-troisième des soixante-neuf stations du Nakasendō. Elle est située dans la ville moderne de Saku, préfecture de Nagano au Japon.

## Histoire
Shionada-shuku se trouve sur la berge est de la rivière Shinano, juste en face de Yawata-shuku. Shionada-shuku et Yawata-shuku furent d'abord développées sous les ordres de Tokugawa Ieyasu après la bataille de Sekigahara, puis développées plus encore avec l'établissement du Tōkaidō et du Nakasendō. Au plus fort de son activité, l'étape comptait environ 10 petites auberges et, en 1844, il y avait deux honjin et un honjin secondaire.
Il existait un pont qui reliait Shionada et Yawata mais il fut emporté par une crue et ne fut jamais reconstruit. À la place, la rivière était traversée par un ferry ou à gué.

## Stations voisines
Nakasendō
Iwamurada-shuku – Shionada-shuku – Yawata-shuku